# Pavetta parasitica
Pavetta parasitica är en måreväxtart som beskrevs av João de Loureiro. Pavetta parasitica ingår i släktet Pavetta och familjen måreväxter.
Artens utbredningsområde är Vietnam. Inga underarter finns listade i Catalogue of Life.